# Evangelische Kirche Ostheim (Nidderau)

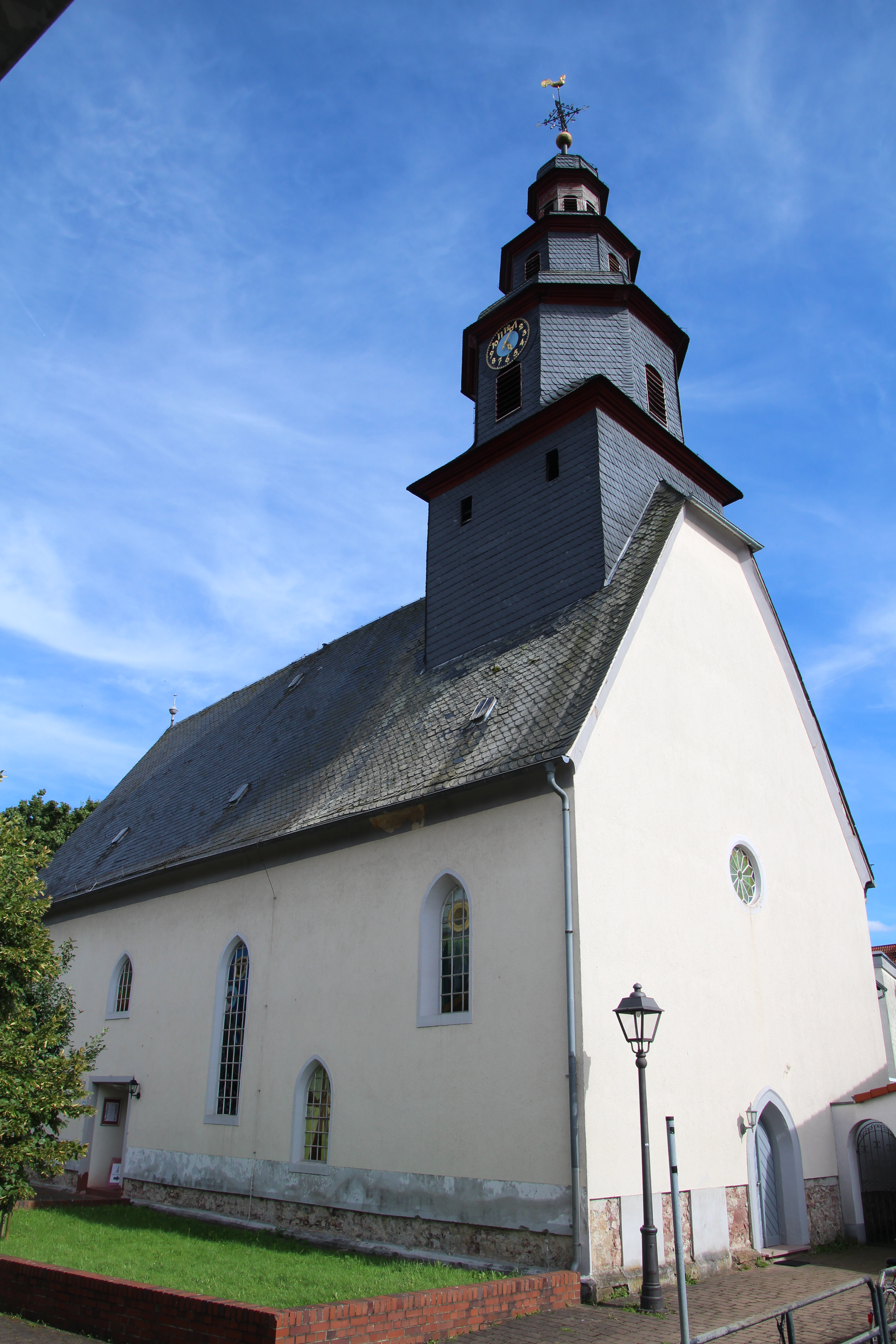
Kirche in Ostheim von Nordwesten

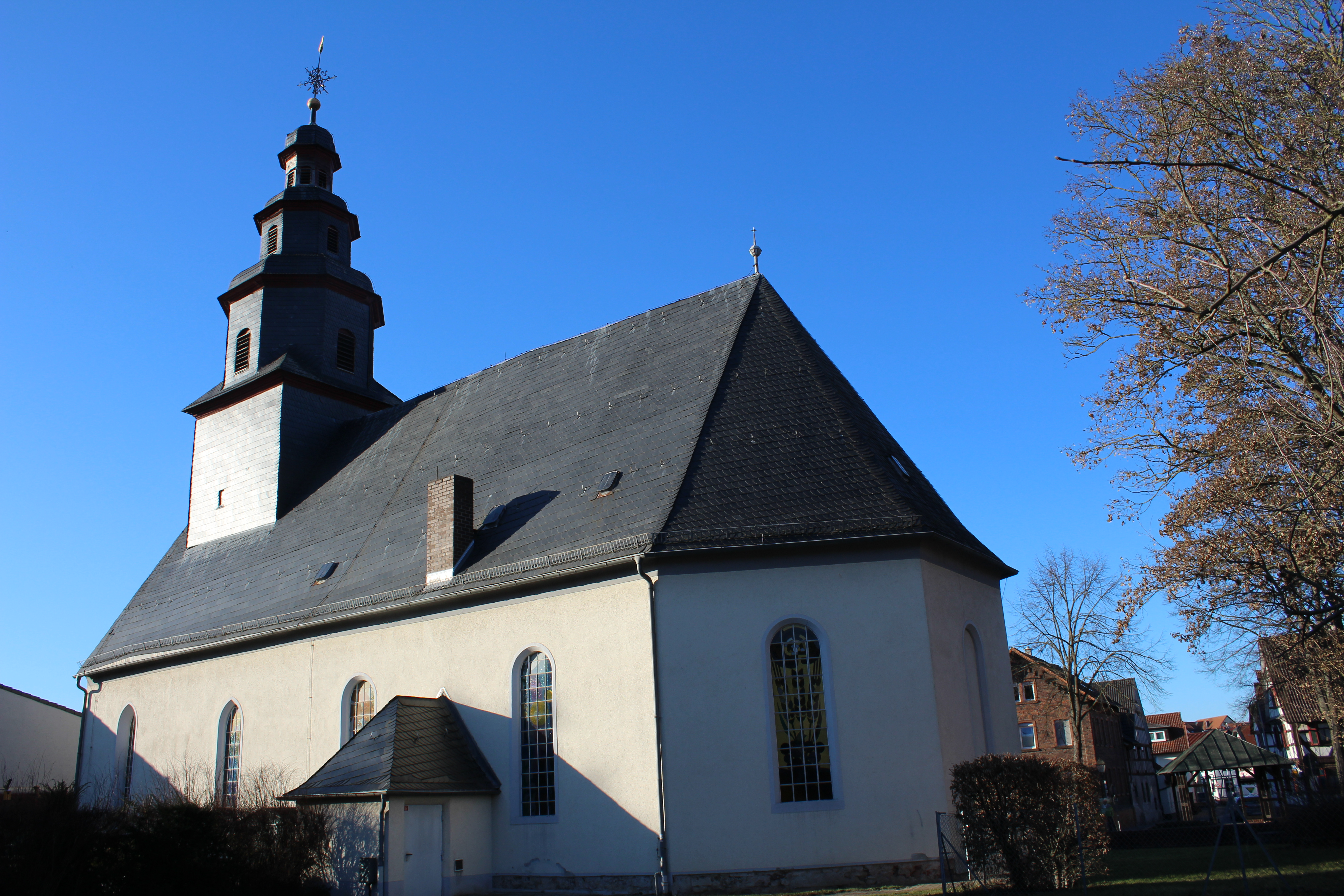
Blick von Südosten

Die Evangelische Kirche in Ostheim in der Gemeinde Nidderau im Main-Kinzig-Kreis in Hessen ist eine im Kern gotische Saalkirche des 13. Jahrhunderts. Die denkmalgeschützte Kirche mit dreifach gestuftem Haubendachreiter von 1725 im Westen und einem dreiseitigen Ostschluss erhielt im Zuge einer grundlegenden Renovierung im Jahr 1738 ihr heutiges barockes Aussehen. Die Kirchengemeinde gehört zum Kirchenkreis Hanau der Evangelischen Kirche von Kurhessen-Waldeck.

## Geschichte
Ein Priester (sacerdos) ist für das Jahr 1245 nachgewiesen, ein Pleban für das Jahr 1314. Um die Mitte des 13. Jahrhunderts wurde die heutige Kirche im Stil der Gotik errichtet. Ostheim war in vorreformatorischer Zeit eine eigenständige Pfarrei und Mutterkirche von Windecken, das 1325 und um 1435 nach Ostheim eingepfarrt war und 1489 zur Pfarrei erhoben wurde. Ostheim unterstand im späten Mittelalter dem Dekanat Roßdorf im Archidiakonat von St. Maria ad Gradus in Mainz. Das Patrozinium ist unbekannt. Ein Seitenaltar an der Ostwand der Kirche war der heiligen Katharina geweiht.
Mit Einführung der Reformation wechselte der Ort allmählich zum evangelischen Bekenntnis. Erster protestantischer Pfarrer war Johannes Acker, der von 1540 bis 1548 in Ostheim wirkte. In den Folgejahren galt das Augsburger Interim von 1548. Die Kirchengemeinde nahm das reformierte Bekenntnis an und wurde 1818 im Zuge der Hanauer Union eine unierte Pfarrei. Die kleine lutherische Gemeinde in Ostheim gehörte bis 1818 zur lutherischen Gemeinde in Windecken. Infolge der Reformation wurden der Altar und der Taufstein vor der Kirche aufgestellt und 1595 verkauft. An die Stelle des Altars trat ein hölzerner Abendmahlstisch. Die Chorhemden wurden abgeschafft, die Abendmahlskelche ersetzt und das Chorgestühl entfernt, nach 1600 auch die zunächst verbliebenen bildlichen Darstellungen.
Als Ostheim 1634/1635 im Dreißigjährigen Krieg weitgehend zerstört wurde, erlitt auch die Kirche schweren Schaden. Erst 1663 wurde das Gebäude wieder instand gesetzt. Die Begutachtung des baufälligen Haubendachreiters führte 1711 zu dem Ergebnis, dass „das Werk ganz gefährlich seye, und wohl nicht lang mehr dauern dürfte“. Beim Abbruch des alten Turms stürzte der Zimmermeister Johann Georg Baron am 15. Mai 1725 in den Tod. Erst 1737/1738 wurde das Langhaus umfassend erneuert und der vormals kleinere Chor auf die Breite und Höhe des Schiffs gebracht. Das gotische Nordportal wurde in ein Fenster umgestaltet und weiter östlich ein Nordportal und gegenüberliegend ein Südportal geschaffen.
Dachreiter und Kirchendach wurden im Jahr 1925 renoviert und neu verschiefert, in diesem Zuge Wetterhahn und Turmkreuz erneuert. In den beiden Weltkriegen wurden die großen Glocken für die Rüstungsindustrie abgeliefert. Die kleine Glocke blieb zwar erhalten, wurde aber verkauft, als die Gemeinde 1949 ein neues Dreiergeläut aus Stahl der Firma J. F. Weule in Bockenem anschaffte. Eine grundlegende Innenrenovierung in den Jahren 1967 bis 1969 führte zu einer Neugestaltung des Innenraums. Dabei wurden Reste gotischer Fenster und Fresken an den Langseiten freigelegt, letztere wurden 1979/1980 restauriert. Das ehemals spitzbogige Nordportal ohne Gewände wurde in ein rechteckiges Portal mit aufgeputzter Umrahmung verändert, Südportal und Ostfenster wurden vermauert. Die Kirche erhielt einen neuen Altar aus Sandstein anstelle des hölzernen Vorgängeralters, der im Gemeindehaus aufgestellt wurde. Fußboden, Kirchendecke, Innenputz, Heizung und Empore wurden erneuert. Übernommen wurden von der alten Kirchenausstattung der Kanzelkorb, der von der Südostecke an die Ostempore umgesetzt wurde, und einige Kirchenbänke.

## Architektur

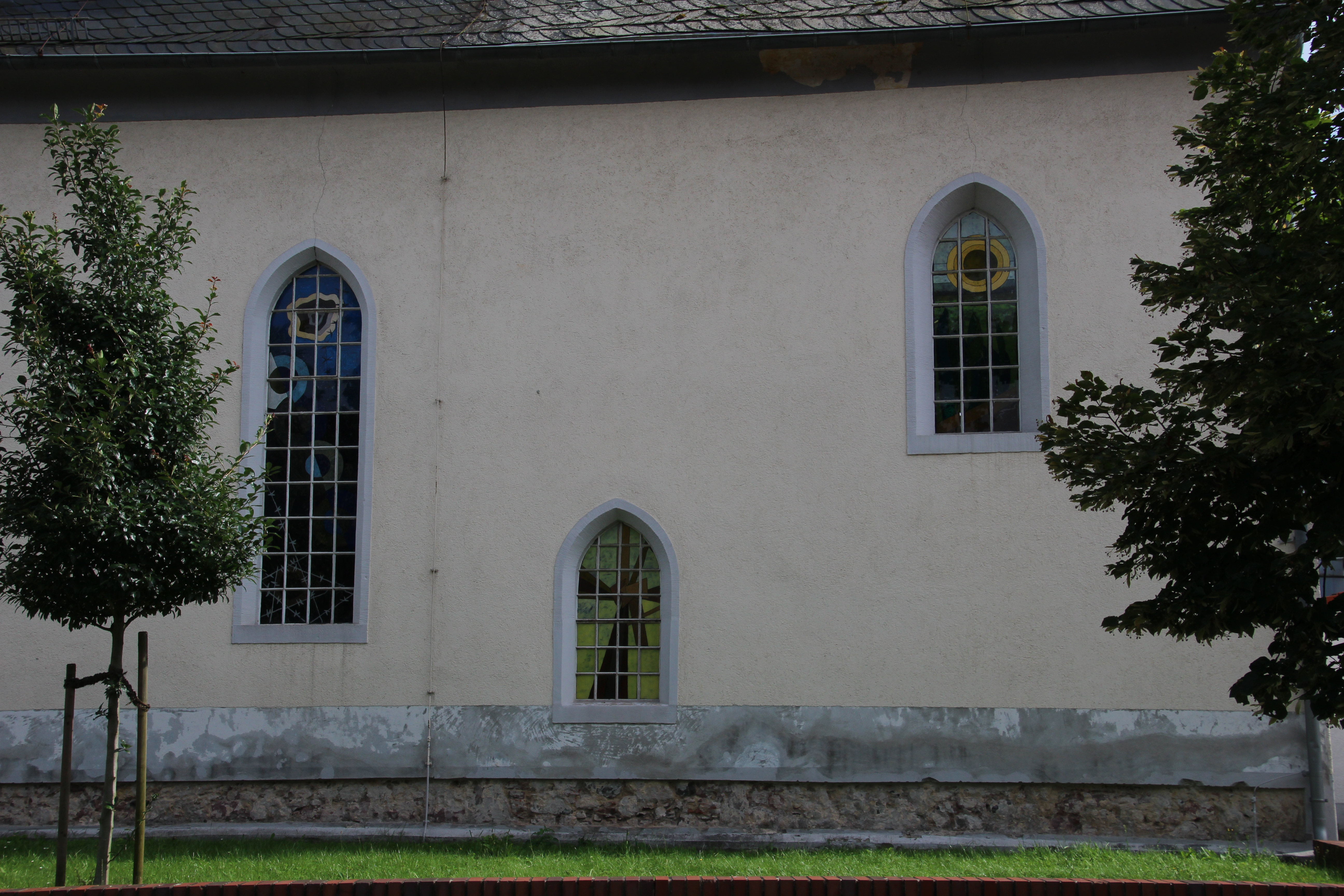
Unterschiedliche Spitzbogenfenster in der nördlichen Langseite

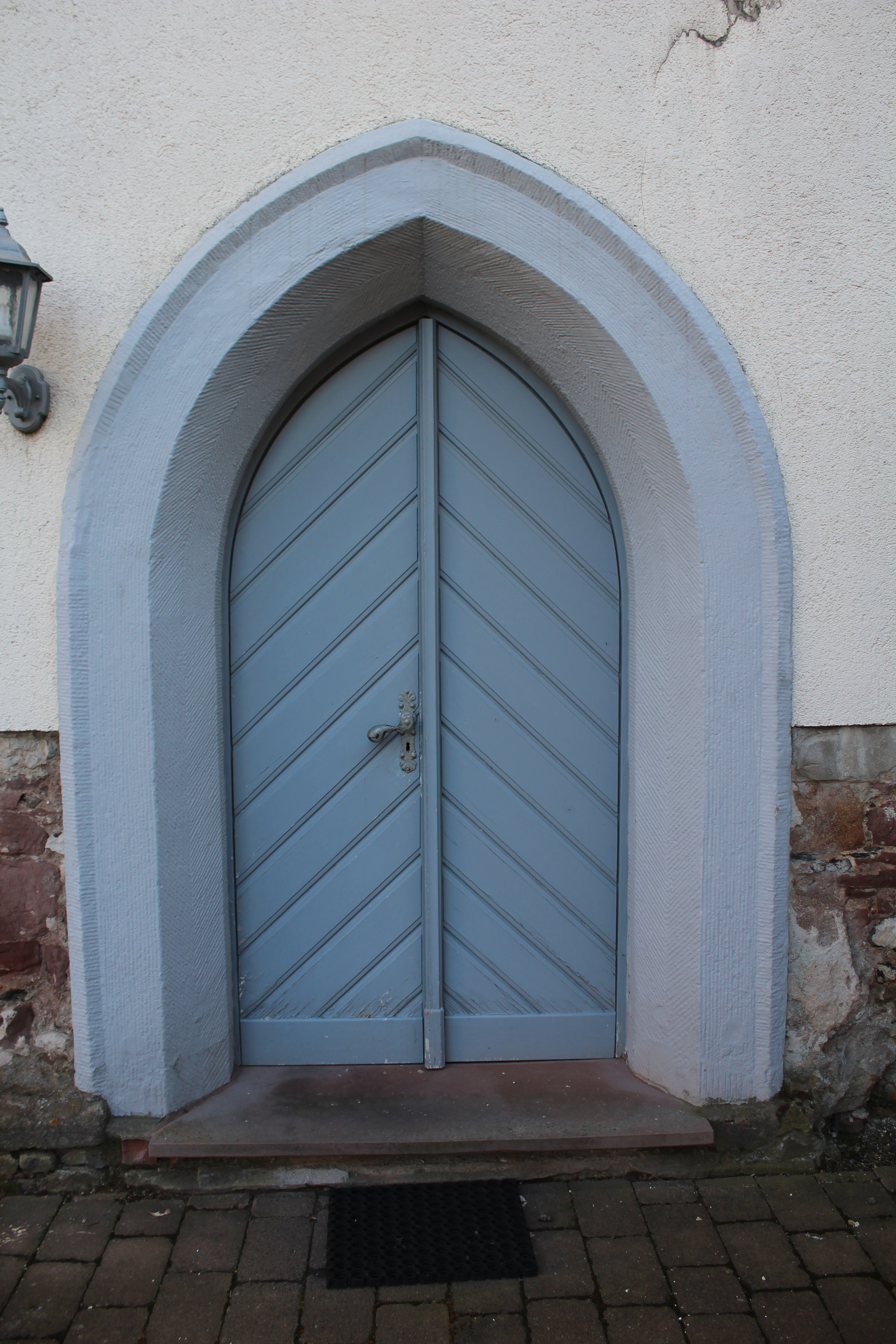
Westportal

Die exakt geostete Kirche ist im Ortszentrum in Quaderbauweise aus Sand- und Kalkstein errichtet. Das Gebäude ist weiß verputzt; nur der Sockelbereich ist ausgespart. Sie erreicht eine Länge von fast 30 Metern und ist mehr als 10 Meter breit, die Mauern durchschnittlich 1,5 Meter dick. Der gotische Saalbau, dessen Mauerwerk wahrscheinlich teilweise übernommen wurde, hatte einen Dachturm, eine angebaute Sakristei und einen eingezogenen und niedrigeren Chor.
Die Saalkirche hat einen östlichen Dreiachtelschluss. Sie wird von einem verschieferten Schopfwalmdach bedeckt, dem im Westen ein achtseitiger, verschieferter Dachreiter aufgesetzt ist. Dieser erhebt sich aus einem kubusförmigen Schaft, über dem sich drei Geschosse nach oben verjüngen. Die beiden Untergeschosse haben je vier Schallöffnungen mit Stichbogen für das Geläut. An der Nordseite des ersten Geschosses ist das Zifferblatt der Turmuhr angebracht. Das Obergeschoss ist als offene Laterne mit acht Schallöffnungen gestaltet. Die Welsche Haube wird von einem großen Turmknauf, einem reich verzierten Kreuz und einem vergoldeten Wetterhahn bekrönt. Im 16. Jahrhundert besaß die Kirche offenbar ein solitäres Glockenhaus, das zugleich Wohnung des Glöckners war und baulich nicht mit der Kirche verbunden war. Auch eine Sakristei scheint den Dreißigjährigen Krieg nicht überstanden zu haben.
Die Kirche wird durch ein Spitzbogenportal im Westen und durch ein rechteckiges Portal im Norden erschlossen. Das Südportal und das östliche Chorfenster sind vermauert. Große barocke Rundbogenfenster mit Sprossengliederung an der Südseite und im Chor belichten den Innenraum. An der Nordseite des Langhauses sind vier Spitzbogenfenster unterschiedlicher Größe und in unterschiedlicher Höhe eingelassen, die auf eine Entstehungszeit in der Gotik hinweisen. Das niedrige Fenster in Erdgeschosshöhe ist vermutlich der Rest des ursprünglichen Nordportals. In der westlichen Giebelseite hat ein kleines Rundfenster eine Rosette. An der östlichen Südwand ist ein kleiner Heizungsraum mit Walmdach angebaut.

## Ausstattung

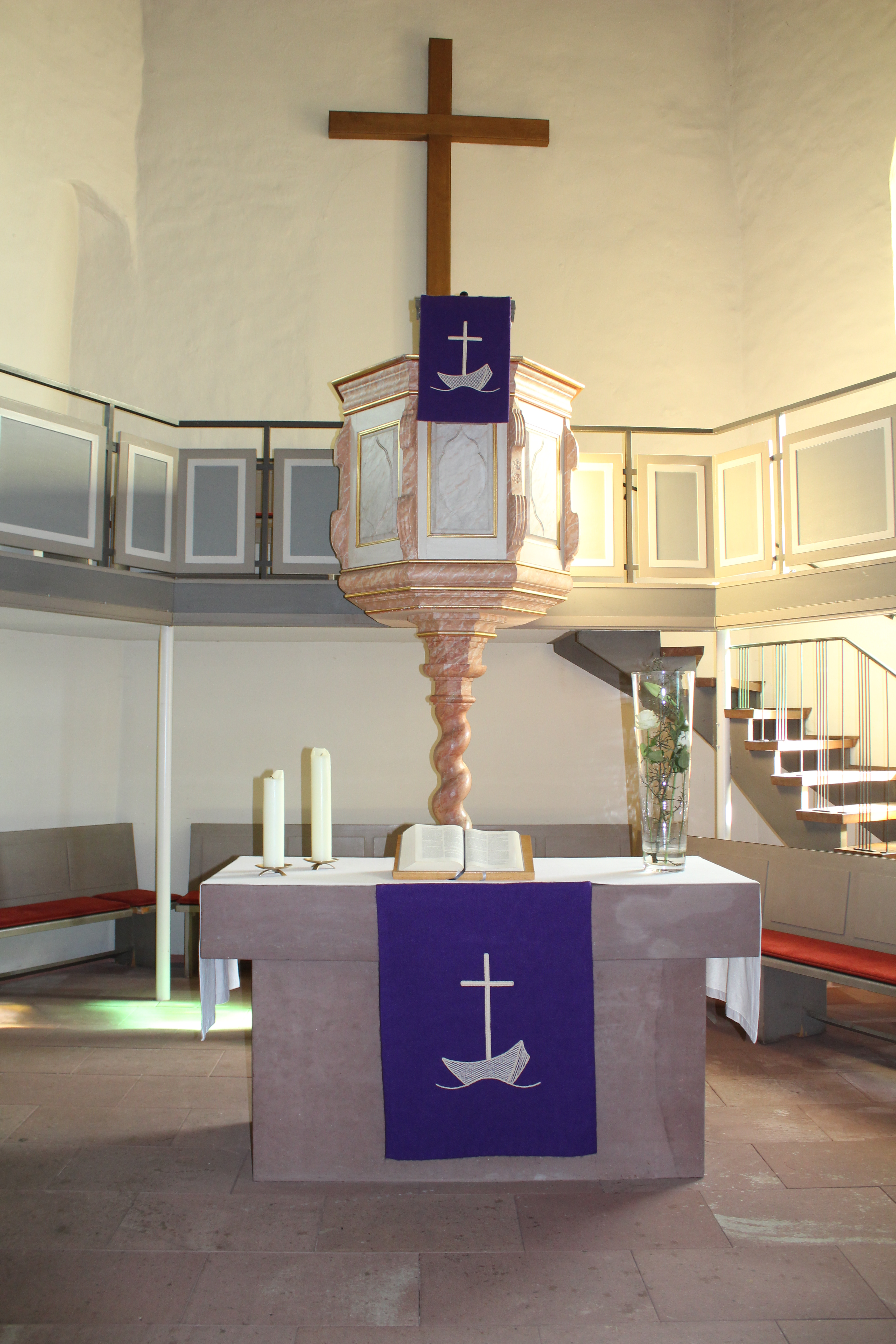
Altar und Kanzel

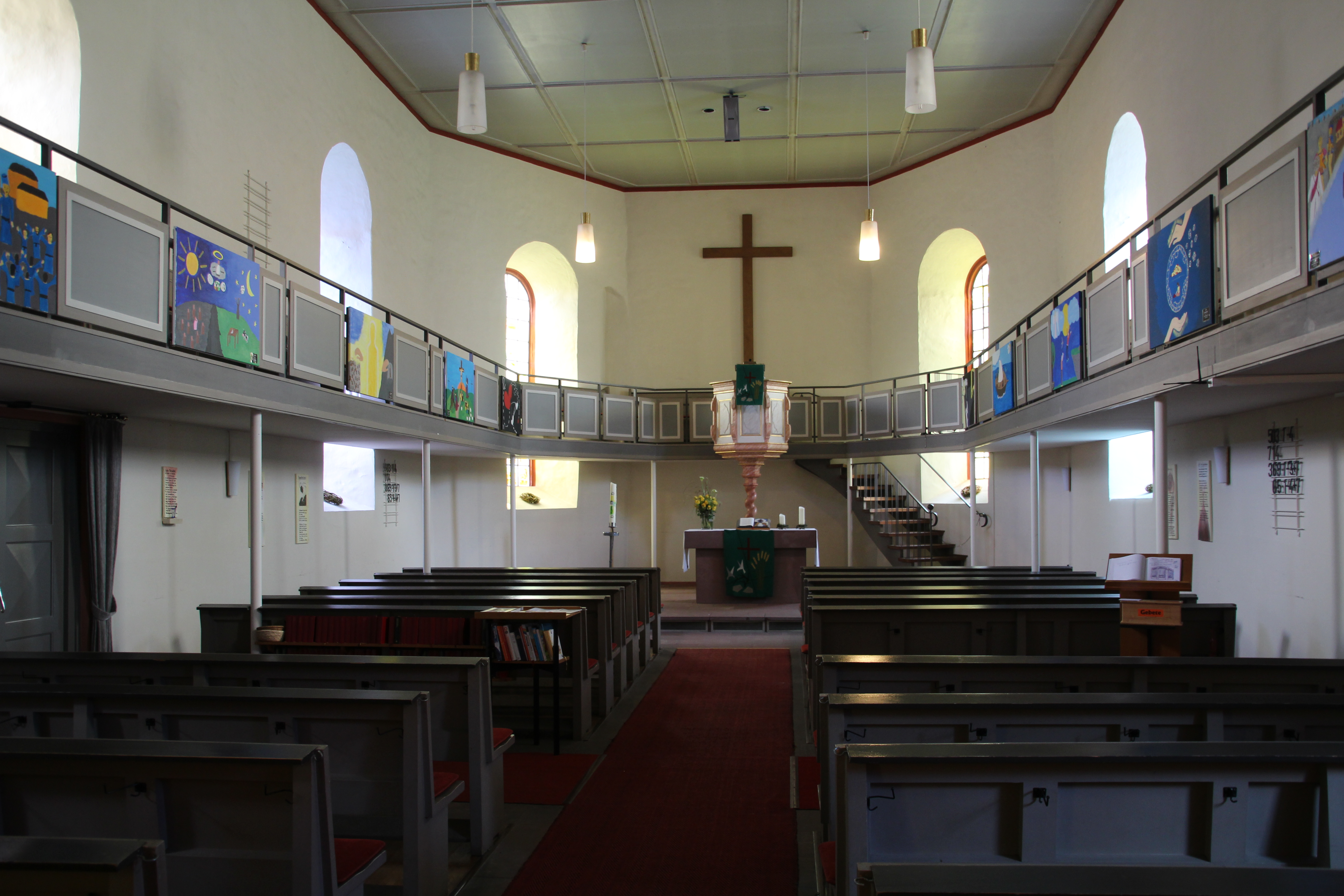
Ausstattung Richtung Altarbereich

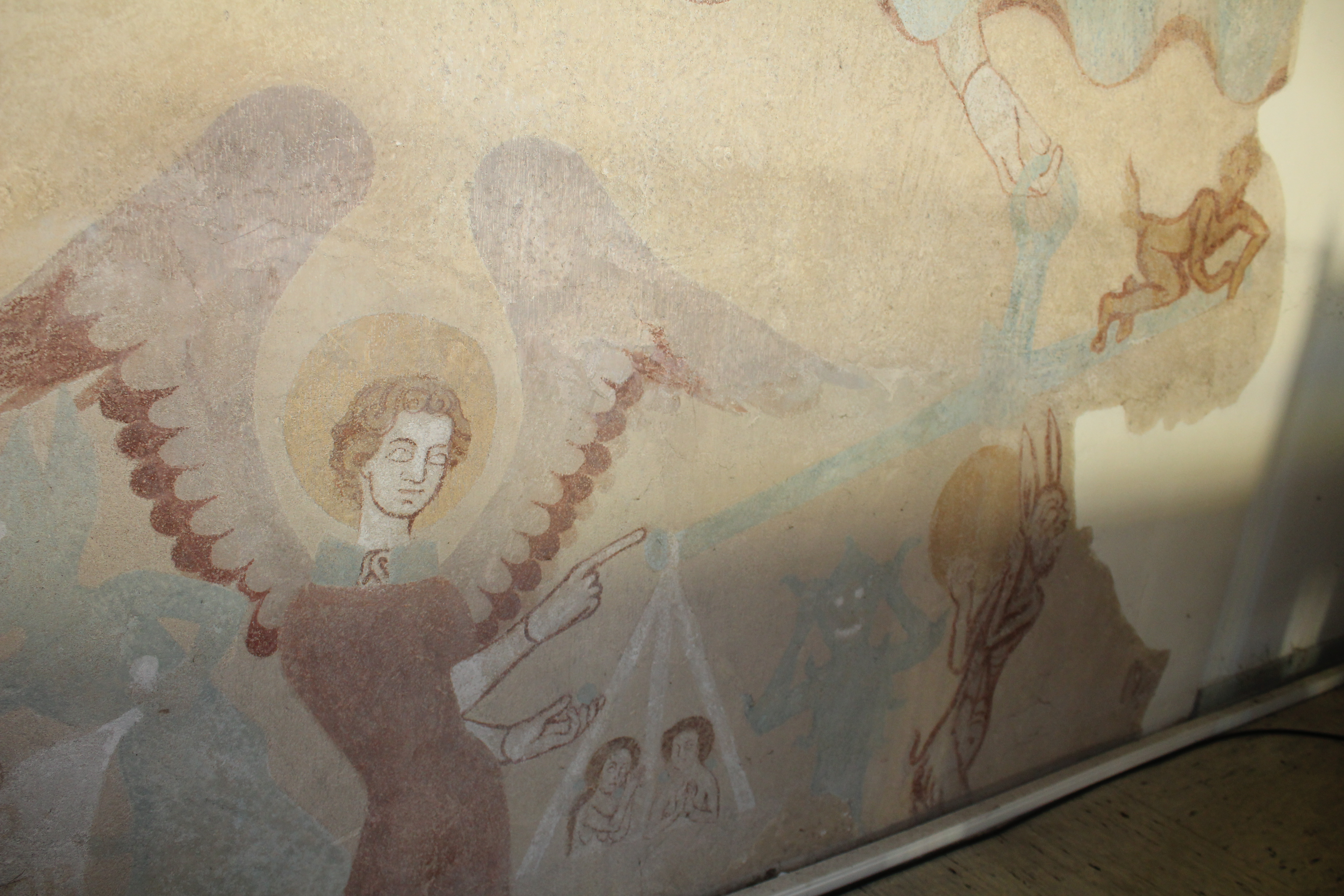
Der Erzengel Michael mit der Seelenwaage und Teufeln auf einem Fresko

Der Innenraum wird von einer kassettierten Flachdecke abgeschlossen. In den 1960er Jahren wurde eine vierseitig umlaufende Empore mit rechteckigen Flächen in einer Stahlkonstruktion eingebaut, die auf schlanken Säulen ruht. Die Westempore dient seit 1970 als Aufstellungsort für die Orgel und baucht trapezförmig aus. Im Osten sind die Ecken der Empore abgeschrägt. Treppenaufgänge im Südosten und Nordwesten ermöglichen den Zugang zu den Emporen. Der Fußboden wurde Ende der 1960er Jahre mit Platten aus rotem Sandstein und im Bereich des Kirchengestühls mit Holzparkett belegt.
Im Chor ist der Altarbereich um eine Stufe erhöht. Der Blockaltar aus Rotsandstein wird von einer mächtigen Mensaplatte bedeckt. Die hölzerne polygonale Kanzel in Emporenhöhe stammt als einziges Inventarstück aus der Barockzeit. Sie ruht auf einer hohen gedrehten Säule und ist über die Ostempore zugänglich. Die grau-marmorierten, hochrechteckigen Füllungen der Kanzelfelder sind mit vergoldeten Profilleisten abgesetzt. Die profilierten Gesimskränze oben und unten sind braun-marmoriert mit einzelnen Goldstreifen. Bei der Innenrenovierung im Jahr 1968 wurde der achteckige Schalldeckel nicht übernommen.
An der fensterlosen Ostwand ist ein schlichtes Holzkreuz angebracht. An den Langseiten wurden Ende der 1960er Jahre gotische Fresken freigelegt, die ins 13. Jahrhundert datiert werden und die einzigen Reste der mittelalterlichen Ausstattung darstellen. Sie zeigen an der Nordwand den geflügelten Erzengel Michael mit der Seelenwaage und mehreren Teufeln und Geisterwesen und an der Südwand auf blauem Hintergrund unter einem gelben Rundbogenfries die Anbetung der Könige. Christus in einem roten Gewand streckt ihnen seine Hände entgegen. Weiter links ist Maria wie Christus mit Heiligenschein dargestellt.
Im Schiff lässt das schlichte hölzerne Kirchengestühl einen Mittelgang frei. Die Bänke stammen zum größten Teil aus dem Jahr 1968, einige ältere Bänke sind hinten in der Kirche aufgestellt.

## Orgel

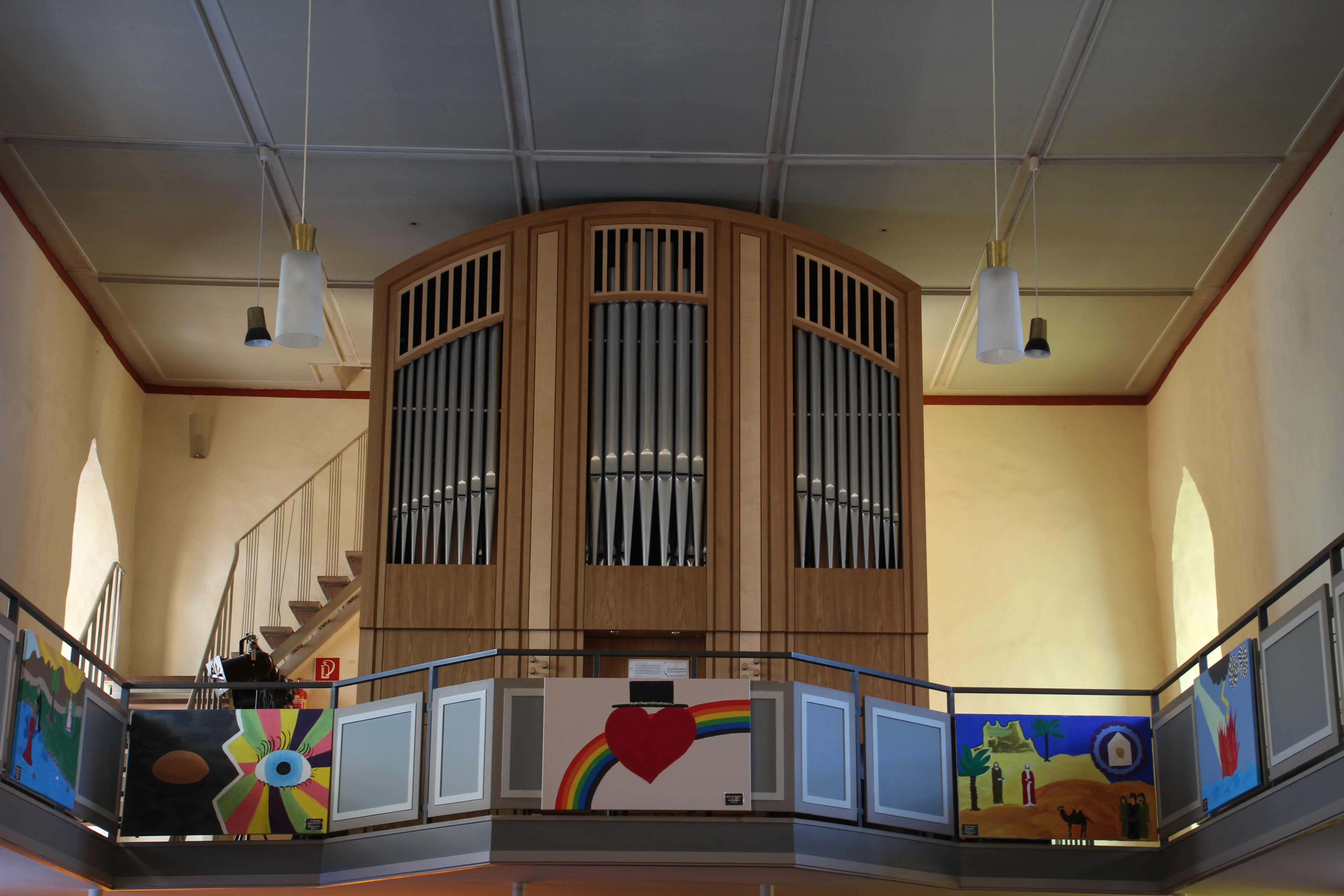
Bosch-Orgel von 2005/2006

Als Ersatz für eine einmanualige Orgel von Johann Georg Zinck aus dem Jahr 1741 baute Jean Ratzmann 1872 eine neue Orgel ein, die 15 Register auf zwei Manualen und Pedal besaß. Sie wurde 1970 durch ein Instrument der Gebr. Stehle aus Bittelbronn mit derselben Registerzahl ersetzt. Im Jahr 2005 baute Werner Bosch Orgelbau eine neue Orgel auf der Westempore. Den dreiteiligen Prospekt aus Eiche und Ahorn gestaltete Matthias Weis unter einem großen Rundbogen. Das Instrument verfügte zunächst über zwölf Register, die in einem zweiten Bauabschnitt Ende 2016 um vier weitere ergänzt wurden. Die Orgel weist folgende Disposition auf:
| I Hauptwerk C–g3 |       |
| Principal        | 8′    |
| Rohrflöte        | 8′    |
| Oktave           | 4′    |
| Gemshorn         | 4′    |
| Waldflöte        | 2′    |
| Cornett III      | 2 ⁄3′ |
| Mixtur III–IV    | 2′    |

| II Hinterwerk (schwellbar) C–g3 |    |
| Bourdon                         | 8′ |
| Salicional                      | 8′ |
| Flauto amabile                  | 8′ |
| Fugara                          | 4′ |
| Flageolett                      | 2′ |
| Hautbois                        | 8′ |
| Tremulant                       |    |

| Pedal C–f1 |     |
| Subbass    | 16′ |
| Violon     | 8′  |
| Octave     | 4′  |

- Koppel: II/I, I/P, II/P
- Zimbelstern